# 胎盤早期剝離
胎盤早期剝離（Placental abruption）是指胎盤提早和子宮分離，也就是在分娩前就和子宮分離。胎盤早期剝離最常出現在懷孕25週時。症狀包括陰道出血、下腹痛，以及足以造成休克的低血壓。母親的併發症有弥散性血管内凝血或是腎功能衰竭。胎兒的併發症有胎兒窘迫、出生体重過輕、早產及死產。
為何會發生胎盤早期剝離的原因迄今仍未完全明瞭。危險因子包含抽煙、妊娠毒血症、先前已有此症病史、懷孕時受外傷、施用古柯鹼及有剖腹產經驗者。此症被歸類於懷孕的併發症之一，可依相關症狀輔以超音波而確診 。
輕微的胎盤早期剝離通常建議臥床休息即可，但剝離嚴重或發生時已近分娩期者，則可能會建議催生。若母子情況均穩定時，仍可嘗試自然生產，否則即建議剖腹生產。對於剝離時孕期不足36週的孕婦，可能會提供皮質類固醇（corticosteroids）以加速胎兒肺部的發育。為了治療，有可能會需要輸血或是施行產後緊急切除子宮手術。
胎盤早期剝離的發生率約1/200。因此症常伴隨前置胎盤（placenta previa）及子宮破裂，故是懷孕後期造成陰道出血最常見的原因之一。出生後不久即死亡的新生兒中，約有15%可歸咎於此症。早在1664年即有描述此症的記錄。

## 症狀及體徵
有些輕微的胎盤早期剝離，在初期可能沒有較明顯的症狀。但當體徵開始出現時，往往病程發展得十分迅速。典型的症狀包括突如其來的腹部劇痛、持續性的子宮收縮、陰道出血、子宮異常增大以及胎兒大小不符胎齡、胎兒活動減少還有胎兒心率降低等。
若有陰道出血的情況產生時，其血液可能呈鮮紅或暗紅色。
由胎盤中央動脈出血所引發的胎盤早期剝離，可能會發展為其他急重症甚至是危及母嬰生命的疾病；包括胎兒心率異常、嚴重的母體出血和弥散性血管内凝血（DIC）。相較之下，因為胎盤周圍靜脈出血所導致的胎盤剝離，疾病發展的進程相對緩慢且出血量較少，但還是有胎兒宫内生长受限、羊水過少等病徵發生的可能。

## 危險因子
- 子癲前症[8]
- 慢性高血壓[9]
- 臍帶過短
- 破水過久 （時間超過24小時）[9]
- 易形成血栓體質[8]
- 歷產婦（multiparity，非第一胎分娩的產婦）[8]
- 多胎妊娠[8]
- 高齡產婦：年紀低於20歲或高於35歲的產婦，都屬此疾病的高危險群

胎盤早期剝離的危險因子包括有疾病、創傷、病史、身體結構異常以及是否曾暴露在有害物質中等等。孕婦若曾遭受嚴重創傷，則懷孕過程中發生胎盤早期剝離的機率會高出六倍之多。身體上可能的危險因素包括罕見的子宮結構（例如：雙角子宮）、子宮內粘連綜合症以及子宮肌瘤。有害物質則像是古柯鹼、菸草等，研究還發現，尤其在妊娠晚期時接觸這些物質，影響最為巨大。曾患有胎盤早期剝離或是接受剖腹產的孕婦，也會增加罹患此種疾病的機率達2.3倍之多。

## 病理生理學
在絕大多數情況下，胎盤早期剝離是因母體血管，而不是胎兒血管，剝離基底蛻膜引起的。根本原因通常未知。只有少數的剝離是由於子宮內的創傷引起的。子宮的彈性比胎盤好，所以當子宮組織突然伸展時，胎盤就會撕裂。當存在解剖學風險因素時，胎盤不會附著在可提供足夠支撐的位置，並且它可能無法適當發育，或者在其生長時分離。在妊娠晚期使用可卡因有10％的可能性導致胎盤剝離。雖然確切的機轉尚不清楚，但可卡因和煙草會導致全身血管收縮，嚴重限制胎盤血供（低灌注和缺血），或破壞胎盤的血管系統，導致組織壞死，出血，從而導致血管破裂。
在大多數情況下，胎盤疾病和螺旋動脈的異常在整個妊娠期間發展，並導致壞死，炎症，血管問題，並最終導致斷裂。因此，大多數剝離是由動脈供血的出血而不是靜脈供血的出血引起的。大量出血會產生凝血酶導致子宮收縮並導致瀰漫性血管內凝血（DIC）。
積聚的血液在蛻膜層之間推動，推動子宮壁和胎盤分開。當胎盤分離時，不能交換廢物，營養物質和氧氣，這些都是胎兒生存的必要功能。當胎兒無法接受足夠的氧氣和營養使其生存時，胎兒就會死亡。

## 診斷

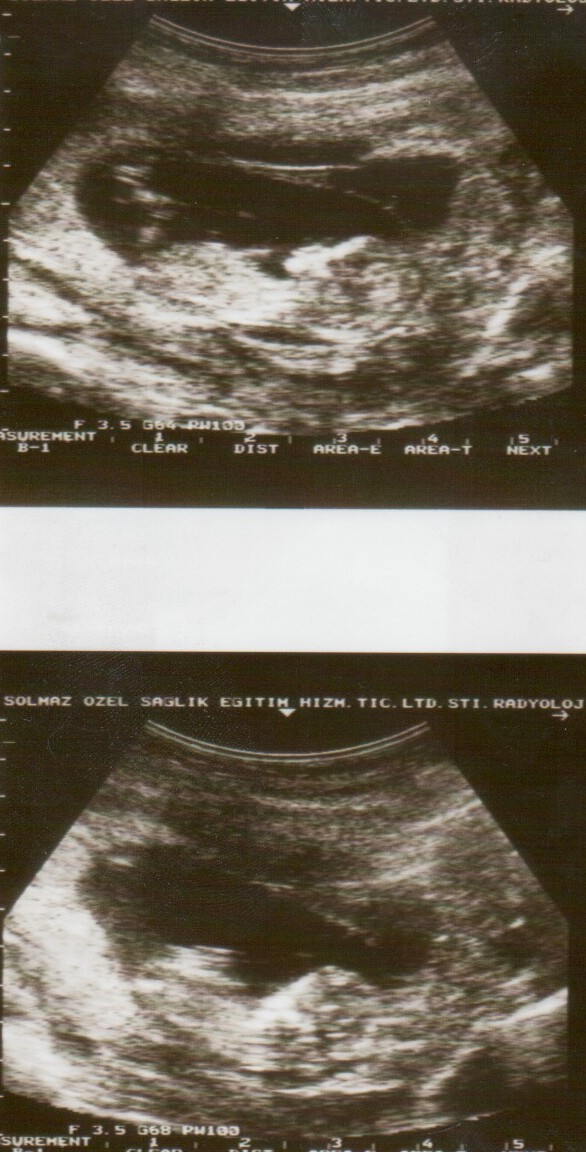
超聲波檢查到的胎盤早期剝離

當懷孕的母親突然出現局部腹痛伴隨出血（也可能沒有出血）時，就要懷疑是胎盤早期剝離。可以監測子宮底，因為子宮底上升表示可能出血。超音波可用於排除前置胎盤，但不能用來診斷胎盤早期剝離。診斷是排除法的一種，這意味著必須排除其他可能的陰道出血或腹痛來源，以便診斷胎盤早期剝離。值得注意的是，已經發現磁共振成像的使用在呈現胎盤早期剝離上非常準確，如果超音波沒有顯示胎盤早期剝離，可以考慮使用磁共振成像，特別是若診斷出胎盤早期剝離需改變治療方法的一些情形。

### 分類
由嚴重度分為： 
- 第0期： 無症狀。通過在娩出的胎盤上找到有組織的血凝塊或凹陷區域來回顧性地進行診斷
- 第1期： 輕度，約佔所有病例的48%。特徵如下：
  - 無至輕度陰道出血
  - 子宮比起正常懷孕的子宮要軟一些
  - 母親血壓和心率正常
  - 沒有凝血功能障礙（英语：coagulopathy）
  - 沒有胎兒窘迫
- 第2期： 中度，約佔所有病例的27%。特徵如下：
  - 無出血到中度陰道出血
  - 子宮軟度約從中度到高度，可能有宮縮
  - 懷孕頻脈伴隨站立時血壓及心率變低
  - 胎兒窘迫
  - 低纖維蛋白原血症（50 mg/dL）
- 第3期：  重度，約佔所有病例中的24%。特徵如下：
  - 無出血到重度陰道出血
  - 相當疼痛的宮縮
  - 孕期中休克
  - 低纖維蛋白原血症（英语：Hypofibrinogenemia） （50至150 mg/dL）
  - 凝血障礙
  - 胎兒死亡

## 預防
雖不能完全厄除胎盤早期剝離症的發生，但其實是可以降低其發生機率的；例如，懷孕期間不要飲酒、吸菸還有使用古柯鹼等，同時也要盡量減少進行相對較為危險的運動。有高血壓病史或曾患胎盤早期剝離的孕婦，為了順利生產，一定要記得配合醫師的定期產檢與追蹤。
其他還有維持健康飲食的習慣，像是攝取葉酸等食物還有保有良好的睡眠習慣、控制妊娠高血壓等，都可以降低造成胎盤早期剝離的風險。
對於孕婦來說，瞭解例如陰道出血等胎盤早期剝離症的病徵是很重要的，且若有相關症狀的出現，也必須立即和負責醫師或當地醫院取得聯繫，以利後續的照護與控制。

## 病情控制
治療方式取決於產婦的出血量和腹中胎兒的狀況而定。若胎兒還不滿36週且母親與胎兒都沒有其他併發症，則只需在醫院持續觀察，一直到狀況穩定或胎兒發育較健全後即可出院。
如果胎兒發育已驟成熟或母親的健康狀況較差，則會建議考慮引產。為求穩定孕婦血壓的前提下，會考慮為孕婦進行輸血；而為了維持正常的纖維蛋白原濃度，也會視需求為孕婦施打血漿。
在胎兒沒有立即健康疑慮的情況下，通常醫師會考慮自然產而不是剖腹產。而胎兒如果有瀰漫性血管內凝血的狀況，就不能進行剖腹產。產婦若有產後出血的情形，則建議至少住院觀察七天。另外如果伴隨子宮出血過多，也會考慮施行子宮切除術的必要。過程中，孕婦的血型若為RH陰型，也可能會給予施打抗RH因子球蛋白注射液。

## 預後
關於此種疾病的併發症之預後評估得依據病患的治癒狀況、治療品質以及胎盤剝離狀況等結果而定。同樣的，胎兒的妊娠週數也要列入評估。
在西方國家，只有極少數的孕婦會死於胎盤早期剝離。胎兒的預後效果多較產婦為差；根據統計，大約有12%的胎兒因為胎盤早期剝離而死亡，又有另外的77%則是在出生前就夭折，其他還有少數是因為此症所導致的早產而離開人世。
若沒有接受妥善的治療，胎盤早期剝離是產科中導致孕婦高死亡率的其中一種病症，而這也是世界上許許多多的地方正在發生的情形。

### 母親
- 大量血液流失可能需要輸血[2]。
- 如果母親的失血無法控制，可能需要進行緊急子宮切除術[2]。
- 分娩後子宮可能無法正常收縮，因此母親可能需要藥物來幫助她的子宮收縮。
- 母親可能會出現血液凝固障礙、瀰漫性血管內凝血[2]。
- 嚴重的休克可能會影響其他器官，如肝臟，腎臟和腦下垂體。腎臟瀰漫性皮質壞死是一種嚴重且常常致命的併發症[2]。
- 胎盤早期剝離可能會導致子宮肌肉和母親的腹腔出血，這種情況稱為柯氏子宮（英语：Couvelaire uterus）[15]。
- 產婦死亡[2]。

### 嬰兒
- 嬰兒可能出生時體重不足[2]。
- 早產（妊娠不到37週就分娩）[2]。
- 嬰兒可能缺氧，從而導致窒息[2]。
- 胎盤早期剝離也可能導致嬰兒死亡或死產[2]。
- 新生兒在後期發育階段可能存在學習問題，通常需要專業的教學輔助。

## 流行病學
胎盤早期剝離的發生率約為0.2-1%，雖然有許多原因可能導致這個病症的發生，且發病時間也互異，但最常發生在懷孕37週前，且約有14%發生在懷孕前32週。